# Glitch (serie televisiva)
Glitch è una serie televisiva australiana debuttata il 9 luglio 2015 su ABC1. La serie, ambientata nell'immaginaria cittadina Yoorana, è stata scritta da Louise Fox, Kris Mrksa, e Giula Sandler, diretta da Emma Freeman e prodotta da Ewan Burnett e Louise Fox, con Tony Ayres come produttore esecutivo.
La prima stagione si aggiudicò due riconoscimenti come miglior dramma della televisione australiana. Il 26 ottobre 2015 la serie fu rinnovata per una seconda stagione che andò in onda nel 2017. La seconda stagione fu co-prodotta da Netflix. La serie fu distribuita da Netflix al di fuori dell'Australia il 15 ottobre 2016, data in cui giunse anche in Italia.
Il 19 agosto 2018 la ABC1 e Netflix hanno annunciato il rinnovo della serie per una terza e ultima stagione, in onda nel 2019.

## Trama
Nel cuore della notte, a Yoorana, James ed Elishia, un poliziotto e una dottoressa, si ritrovano faccia a faccia con abitanti della zona tornati misteriosamente in vita; tra questi anche la moglie di James, Kate, morta di cancro due anni prima. I risorti a poco a poco ricordano la loro vita passata ma devono rimanere entro il confine della città, altrimenti moriranno di nuovo e per sempre, come accade all'italo-australiano Carlo Nico, uno dei sette risorti. Kate scopre che il marito si è risposato e la dottoressa Elishia sposta i risorti in una fattoria di sua proprietà per non insospettire Vic, un poliziotto di una città vicina che ha visto le tombe vuote al cimitero e che cerca di capire come e perché quelle persone e non altre siano risorte. Vic ha un incidente d'auto e si risveglia cambiato: vuole trovare i risorti e farli tornare al loro stato naturale. Uccide quindi Maria e cerca di uccidere Paddy ma nel rincorrerlo cade e si frattura una gamba. Elishia lo opera e Vic si riprende molto velocemente, cercando di convincere lo sconosciuto ad uccidere tutti i suoi compagni e a non fidarsi di Elishia perché secondo lui non è chi dice di essere. Il suo tentativo fallisce e James lo uccide, scoprendo che Vic era morto nell'incidente e che si era svegliato con l'anima del tutto mutata. Intanto Sara ha le doglie e dopo il parto viene operata d'urgenza: il dottore che la opera riferisce a James che era praticamente morta ed è tornata in vita. James riceve una chiamata da un suo collega che gli riferisce una cosa sconcertante: la dottoressa Elishia è morta da quattro anni. James e l'amico poliziotto Chris continuano a difendere i risorti, ma sulla scena si affacciano nuovi pericolosi personaggi: Phil Holden è il patrigno di Beau, ha un incidente sulla piattaforma petrolifera in cui lavora, non dovrebbe sopravvivere eppure torna a Yoorana, deciso ad uccidere tutti i risorti. Owen Nillson è il ragazzo di cui s'innamora Kate, decisa a ricostruire la sua vita, ma il comportamento di lui nasconde qualcosa. Infine appare la dottoressa Nicola Heysen, capo di Elishia e della Noregard, l'azienda che ha un misterioso ed inquietante rapporto coi risorti.

## Episodi
| Stagione         | Episodi | Prima TV Australia | Pubblicazione Italia |
| ---------------- | ------- | ------------------ | -------------------- |
| Prima stagione   | 6       | 2015               | 2016                 |
| Seconda stagione | 6       | 2017               | 2017                 |
| Terza stagione   | 6       | 2019               | 2019                 |

## Personaggi e interpreti
- James Hayes (stagione 1-3), interpretato da Patrick Brammall, doppiato da Francesco Bulckaen.
- Kate Willis (stagione 1-3), interpretata da Emma Booth, doppiata da Federica De Bortoli.
- Elishia McKellar (stagione 1-2), interpretata da Genevieve O'Reilly, doppiata da Laura Lenghi.
- Charlie Thompson (stagione 1-3), interpretato da Sean Keenan, doppiato da Gianluca Crisafi.
- Kirstie Darrow (stagione 1-3), interpretata da Hannah Monson, doppiata da Gaia Bolognesi.
- Maria Rose Massola (stagione 1), interpretata da Daniela Farinacci, doppiata da Tiziana Avarista.
- Paddy Fitzgerald (stagioni 1-2), interpretato da Ned Dennehy, doppiato da Stefano Santerini.
- Sarah Hayes (stagioni 1-2), interpretata da Emily Barclay, doppiata da Gemma Donati.
- John Doe / William Blackburn (stagione 1-3), interpretato da Rodger Corser, doppiato da Riccardo Scarafoni.
- Beau Cooper (stagione 1-3), interpretato da Aaron L. McGrath, doppiato da Alessio De Filippis.
- Vic Eastley (stagioni 1-2), interpretato da Andrew McFarlane, doppiato da Andrea Lavagnino.[4]
- Chris Rennox (stagione 1-3), interpretato da John Leary, doppiato da Luigi Ferraro.
- Owen Nillson (stagione 2-3), interpretato da Luke Arnold, doppiato da Gianluca Cortesi.
- Phil Holden (stagione 2-3), interpretato da Rob Collins, doppiato da Guido Di Naccio.
- Nicola Heysen (stagione 2-3), interpretata da Pernilla August, doppiata da Angiola Baggi.
- Belle Donohue (stagione 3), interpretata da Jessica Faulkner, doppiata da Emanuela Ionica.
- Tam Chi Wai (stagione 3), interpretato da Harry Tseng, doppiato da Dimitri Winter.